# 래시가드

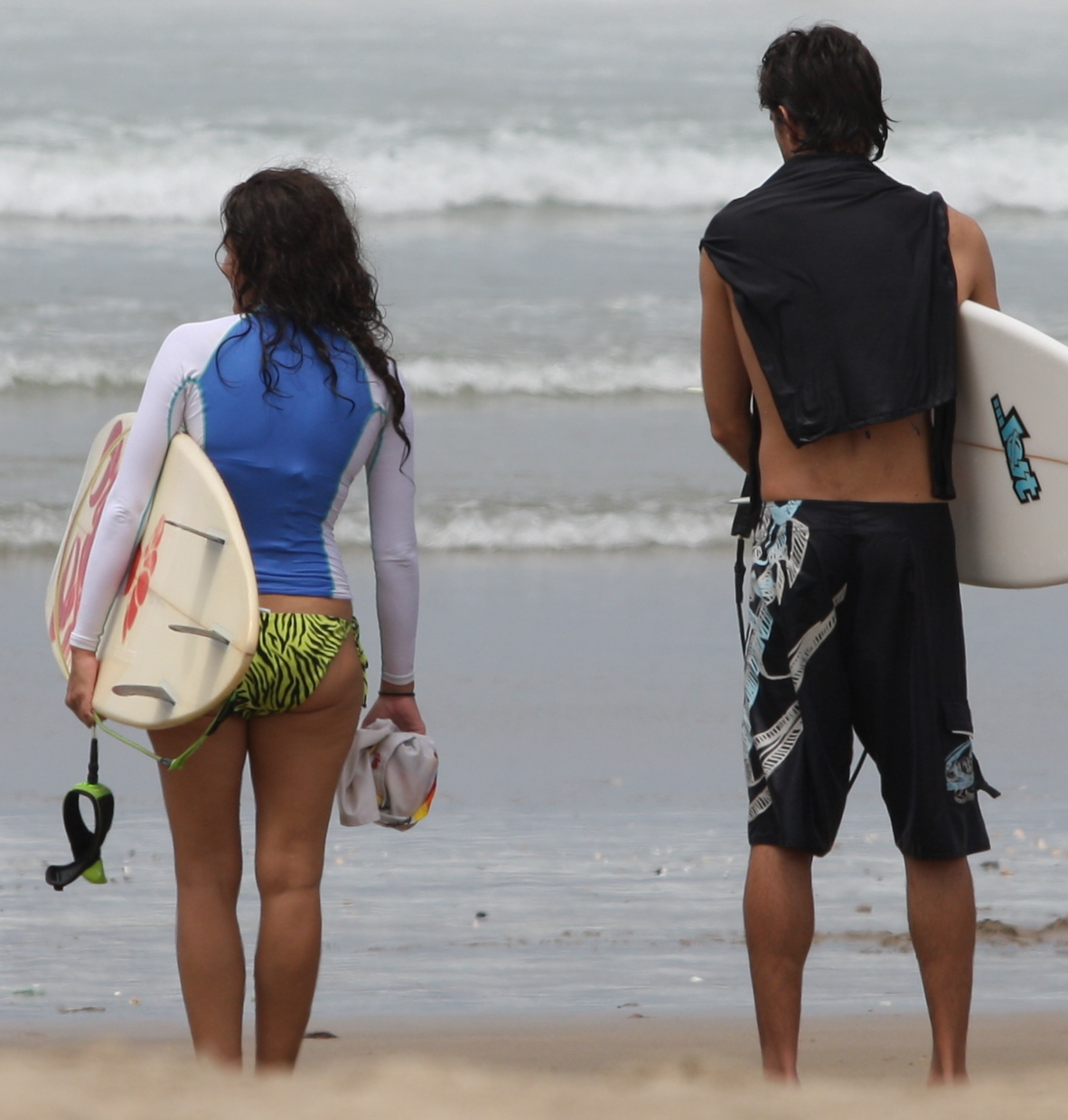
래시 가드를 입고 있는 여성과 래시가드를 걸치고 있는 남성이 서핑하고 있다.

래시가드(rash guard) 또는 래시베스트(rash vest)는 스판덱스, 나일론, 폴리에스터를 혼합하여 만든 수상 운동 셔츠의 한 종류이다. 래시 가드라는 이름은 말 그대로 이 셔츠가 지나친 햇빛 노출에 의한 화상이나 찰과상에 의한 발진(rash) 등으로부터 이 셔츠를 입은 착용자의 피부를 보호(guard)하기 위해서 만들어졌다는 사실을 반영한다.
스판덱스, 나일론, 폴리에스터 등을 혼방해 물이 금방 마르고 땀을 잘 흡수하고 배출하여 단열과 보온 기능까지 한다.

래시가드는 긴소매 형태가 일반적이지만, 짧은 소매 형태도 있다. 래시 가드는 일반적으로 서핑, 카누 폴로, 수중 서바이벌 트레이닝, JEST, 스쿠버 다이빙, 스노클링, 프리다이빙, 웨이크보딩, 바디서핑, 바디보딩, 윈드서핑, 카이트서핑, 카야킹, 패들서핑, 수영 등을 포함한 워터 스포츠를 즐길 때 사용된다. 간단히 래시(rashie)라고도 한다.